# Fargesia dracocephala
Fargesia dracocephala är en gräsart som beskrevs av Tong Pei Yi. Fargesia dracocephala ingår i släktet bergbambusläktet, och familjen gräs. Inga underarter finns listade i Catalogue of Life.